# Pražman galapážský
Pražman galapážský (Calamus taurinus) je paprskoploutvá ryba z čeledi mořanovití (Sparidae).
Druh byl popsán roku 1840 ichtyologem Leonardem Jenynsem.

## Popis a výskyt
Maximální délka ryby je 40 cm.
Oválné a zploštělé tělo stříbřitě šedé barvy s tmavými skvrnami. Černý pruh na horní části prsní ploutve.
Jedná se o endemický druh z Galapág. Obývá dna korálových útesu.